# Cortés (apellido)
Cortés (o Cortez) es un apellido español con linajes castellanos, vascos y gitanos.

## Historia
Apellido muy frecuente y repartido por toda España, cuyo linaje más antiguo del que se tiene noticia es originario de Navarra
Con carácter general, los judíos, que llegaron a la península ibérica antes que los romanos, formaron sus apellidos de la misma forma que el resto de los ciudadanos de la antigua Hispania. Lo que si conservaban eran nombres hebreos que los conversos, que abrazaron el cristianismo para no ser expulsados, hubieron de cambiar por nombres cristianos al ser bautizados.

## Etimología
Se le atribuyen dos orígenes etimológicos distintos: el primero y más probable pasa por ser un derivado de los abundantes toponímicos españoles Cortes que procede del latín vulgar cors, -ortis con el significado general de casa de labor, cortijo, corral sufriendo el apellido resultante, con el tiempo, un cambio de acentuación; y segundo, venir del adjetivo cortés (persona educada, afable y de buenos modales), usado como nombre o como apodo de manera afectiva o irónica.

## Escudos
Cada escudo representa a una rama familiar del apellido cuyos datos de origen suelen constar en la descripción del mismo, por lo que solo los herederos de esa rama familiar pueden disfrutar de dicho blasón.
| Blason à dessiner | El escudo Cortés está blasonado así: En campo de oro una barra de oro, perfilada de gules, acompañada en lo alto y lo bajo de tres corazones mal ordenados (uno y dos). Originario de Carenas (Zaragoza), radicó en Zaragoza capital, Calmarza y Morata de Jiloca (Zaragoza) y de allí pasó a Milmarcos (Guadalajara) y Madrid. |

| Blason à dessiner | El escudo Cortés está blasonado así: En campo de oro, cinco palos, de gules. Bordura de azur con ocho cruces de San Juan de Jerusalén, de plata. Extremadura. |

|  | El escudo Cortés está blasonado así: Escudo cuartelado: 1.º, en campo de plata un águila bicéfala de sable, 2.º, en campo de sable, tres coronas de oro, mal ordenadas, 3.º, en campo de gules, un león rampante, de oro y 4.º, en campo de azur, la Ciudad de México, puesta sobre ondas de azur y plata. Bordura general de oro, con cadena de plata y siete cabezas de indio de su color natural. Sobre el todo, escusón de oro, con cuatro palos de gules, y bordura de azur, con ocho cruces de San Juán de Jerusalén, de plata. Escudo de Hernán Cortés y Marquesado del Valle de Oaxaca. |

| Blason à dessiner | El escudo Cortés está blasonado así: Escudo partido: 1º, en campo de oro, seis corazones de gules, puestos tres y tres, y 2º, en campo de gules, una muralla de plata. Aragonés. Paso a América. |

| Blason à dessiner | El escudo Cortés está blasonado así: Cuartelado: 1.º y 4.º, en campo de oro, tres corazones de gules, bien puestos, y 2.º y 3.º, en campo de gules, un trozo de muralla, de plata. Aragón. Pasó a América. |

| Blason à dessiner | El escudo Cortés está blasonado así: En campo de azur, tres panelas de oro, bien ordenadas. Originario de Cortes (Navarra), pasó a Tafalla. |

| Blason à dessiner | El escudo Cortés está blasonado así: Castillo surmontado de una cruz llana (No constan esmaltes). Originario de Cortes (Navarra), pasó a Tudela (Navarra) y Mendata (Vizcaya). |

## Compuestos

### Cortés-Funes
| Blason à dessiner | El escudo Cortés-Funes está blasonado así: Partido: 1.º, en campo de plata, un árbol, de sinople, y 2.º, en campo de oro, tres luneles, de azur, puestos en palo. Madrid. |

### Cortés-Monroy
| Blason à dessiner | El escudo Cortés-Monroy está blasonado así: En campo de oro, cuatro palos, de gules. Bordura de azur, con ocho cruces de San Juan, de oro. Originario de La Zarza (Badajoz) pasó a Chile en el siglo siglo XVI. |

## Derivados

### Cortez
Variante creada con final en z por analogía con el patronímico castellano -ez.